# Funiculaire de Montmartre

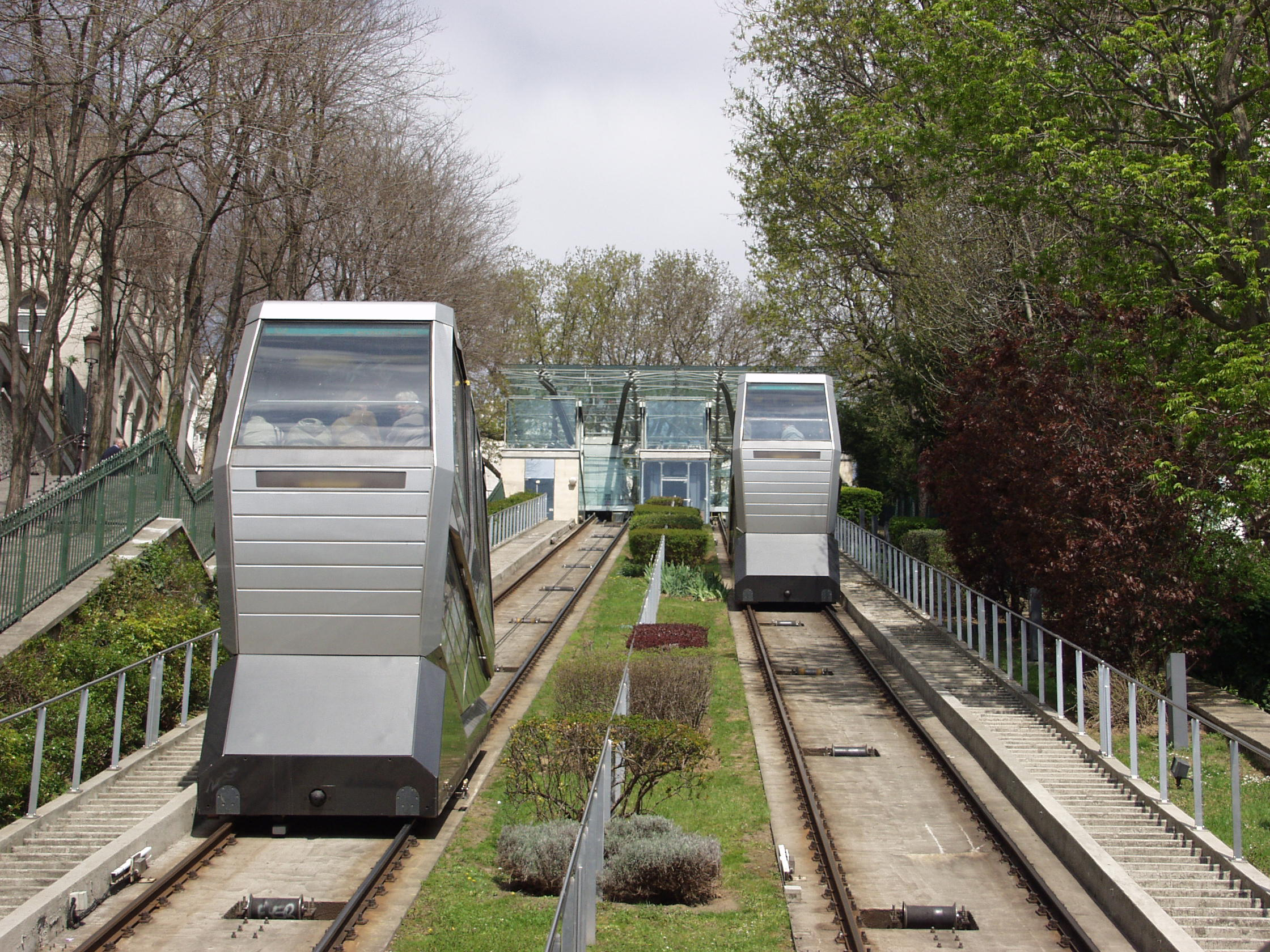
Funiculaire de Montmartre

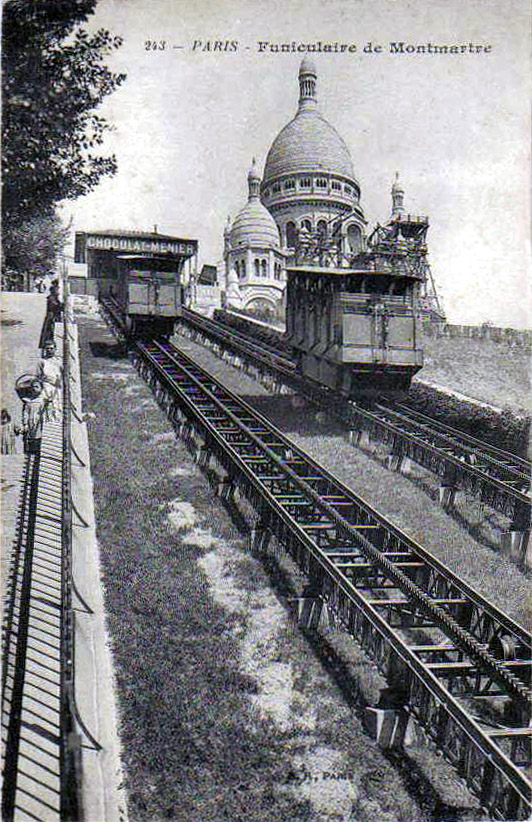
Wasserballastbahn um 1900, die Strub-Zahnstange diente zum Bremsen

Der Funiculaire de Montmartre (Montmartre-Standseilbahn) ist im engeren Sinne seit 1991 keine Standseilbahn mehr, sondern ein Schrägaufzug mit zwei Kabinen. Er führt auf den Montmartre-Hügel in Paris und damit auch zu der dort gelegenen weltbekannten Basilika Sacré-Cœur. Die im 18. Arrondissement von Paris gelegene Bahn wird von der RATP betrieben, die für den ÖPNV der Stadt zuständig ist.

## Eigenschaften
Der am 1. Juni 1991 in Betrieb genommene Schrägaufzug ersetzt die frühere Anlage. Er wird elektrisch angetrieben und ist mit zwei unabhängigen Kabinen mit jeweils 60 Plätzen ausgestattet. Damit erreicht er eine Kapazität von 2000 Passagieren pro Stunde und Richtung. Die 36 Meter Höhenunterschied bei einer Streckenlänge von 108 Meter bewältigt er in weniger als 90 Sekunden.
Die beiden Stationen am Start- und Endpunkt mit ihrer transparenten Architektur stammen vom Architekten François Deslaugiers, die neuen Kabinen mit ihren großen Fensterpartien entwarf der Designer Roger Tallon. Oberlichter in den Kabinendächern gewähren bereits während der Bergfahrt einen Ausblick auf die Basilika Sacré-Cœur. Für jede Kabine gibt es eine eigene Trommel, so dass der Betrieb im Falle eines Ausfalles einer Teilanlage, z. B. aufgrund von Wartungsarbeiten, auch mit nur einer Kabine durchgeführt werden kann.

## Geschichte

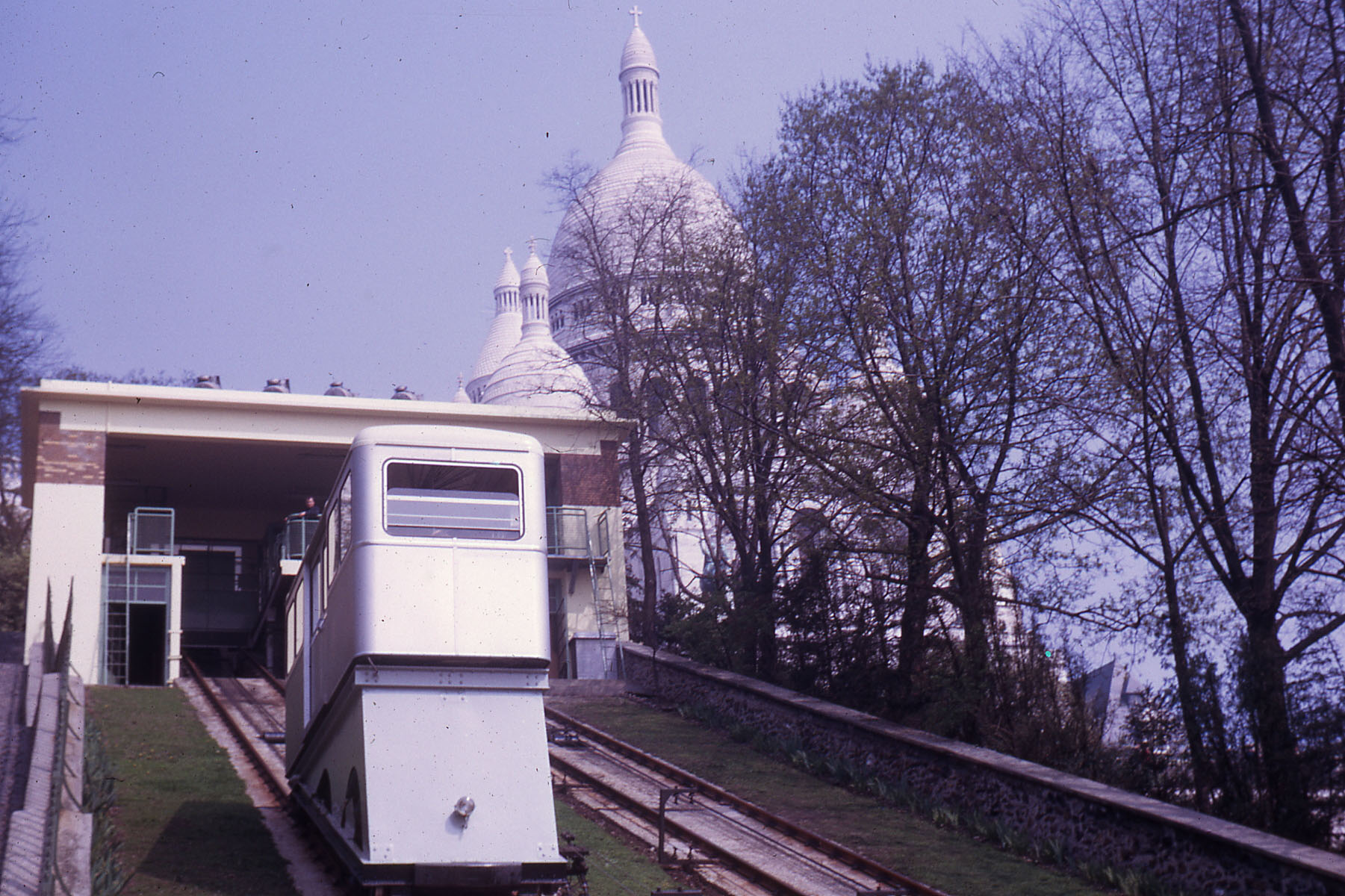
Bergstation mit Fahrzeug der 2. Generation (1963)

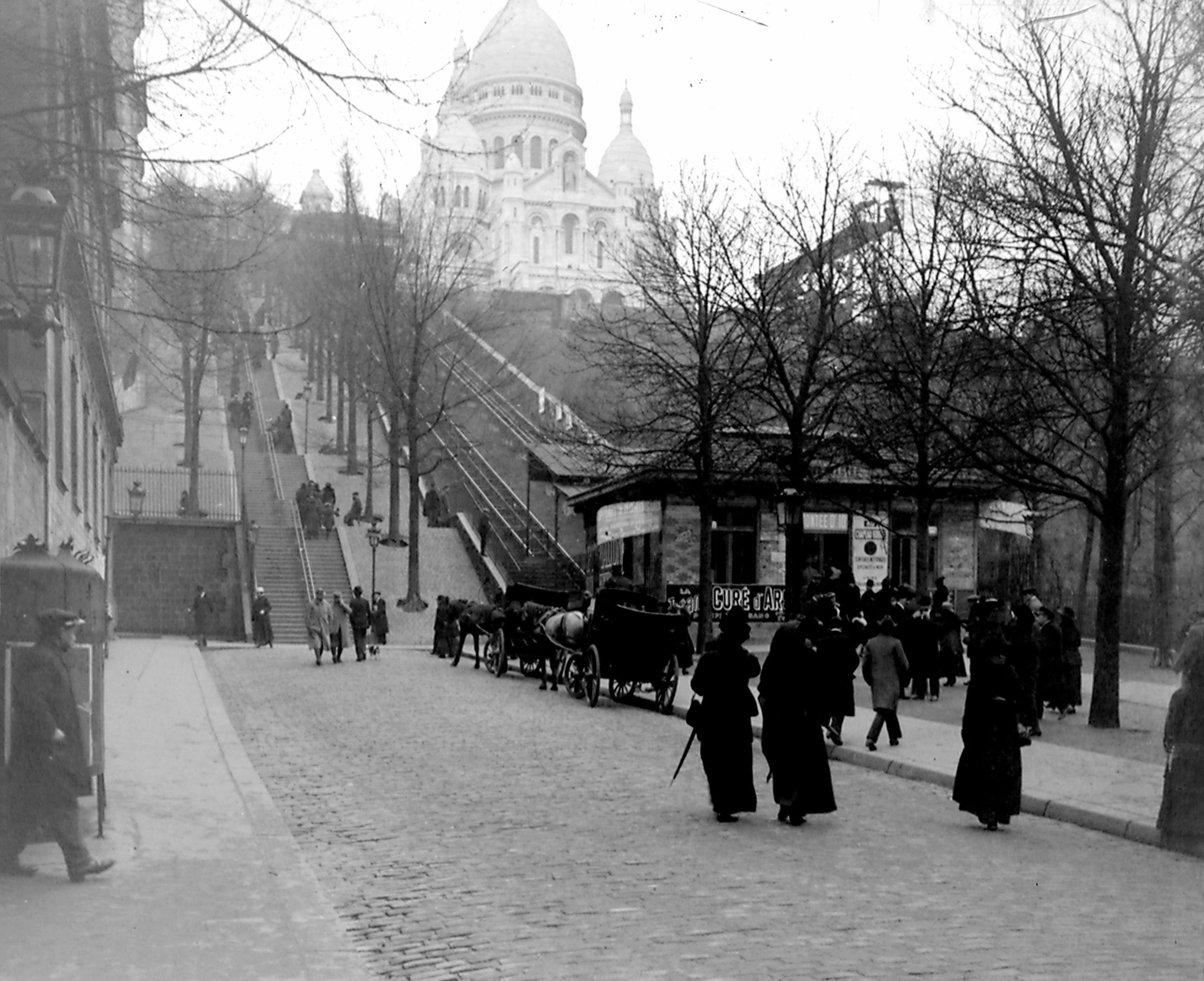
Talstation und Bahn während des Ersten Weltkriegs

Den ersten Bau einer Standseilbahn auf den Hügel beschloss der Stadtrat bereits im Jahre 1891. Am 13. Juli 1900 wurde sie in Betrieb genommen und der Betrieb der Firma Decauville übertragen. Es handelte sich um eine Wasserballastbahn, bei der ein unter dem Fahrgastraum befindlicher Tank in der Bergstation mit Wasser gefüllt und in der Talstation wieder entleert wurde. So konnte das talwärts fahrende, schwerere Fahrzeug mittels eines Umlenkmechanismus das andere bergwärts bewegen.
Zwischen dem 1. November 1931 und dem 2. Februar 1935 wurde die Bahn durch einen Bus ersetzt. Im Jahre 1933 wurde die STCRP (Société des transports en commun de la région parisienne) neuer Betreiber und beauftragt, die Infrastruktur zu modernisieren. Der Antrieb mittels Wasserballast wurde durch eine elektrisch angetriebene Winde ersetzt. Einige Jahre später wurde der RATP die Verantwortung für den Funiculaire übertragen. Nach dem Zweiten Weltkrieg erhielt die Anlage eine Fördertechnik der Firma von Ernst Heckel aus Saarbrücken.
In den Jahren 1990 und 1991 wurde die Anlage komplett erneuert. Dafür musste der Betrieb vom 1. Oktober 1990 bis zum 1. Juni 1991 ausgesetzt werden. In jener Zeit übernahm der Montmartrobus, der seither zwischen der Place Pigalle und der Spitze des Hügels verkehrt, den Personentransport.